# Tony Danza
 (juin 2020).
Si vous disposez d'ouvrages ou d'articles de référence ou si vous connaissez des sites web de qualité traitant du thème abordé ici, merci de compléter l'article en donnant les références utiles à sa vérifiabilité et en les liant à la section « Notes et références ».
Anthony Salvatore Iadanza, dit Tony Danza, né le 21 avril 1951 à Brooklyn, New York, est un ancien boxeur professionnel, ainsi qu'un acteur, producteur et réalisateur américain.
Son plus grand succès reste surtout celui de Tony Micelli, l'homme à tout faire de la sitcom familiale Madame est servie (en anglais : Who's the boss?), diffusée entre 1984 et 1992.

## Biographie

### Jeunesse
Tony Danza est né le 21 avril 1951 à Brooklyn, New York. Son père Matteo "Matty" Iadanza, d'origine italienne, était éboueur à Brooklyn, il meurt d'un cancer en 1983. Sa mère Anne Cammisa Iadanza, d'origine sicilienne, était comptable, elle est également morte d'un cancer en 1993. Tony a un petit frère nommé Matty Iadanza Jr., né en 1954, qui est restaurateur.
Danza vit à Brooklyn jusqu'à l'âge de quatorze ans, moment où sa famille déménage dans le village de Malverne, à Hempstead sur Long Island. Danza étudie au lycée de Malverne où il finit ses études secondaires en 1968. En 1972, il obtient un diplôme d'histoire à l'université de Dubuque. Plus tard dans son émission, Teach Tony Danza, il se décrira comme un « mauvais étudiant ».

### Carrière
Tony Danza devient boxeur professionnel (poids moyen) en 1976. Il se retire définitivement du monde de la boxe en 1979.
En 1978, Tony Danza est repéré lors de l'un ses matchs par les créateurs de la série Taxi. Ils étaient à la recherche d'un homme pouvant interpréter l'un des personnages principaux de la série. Le personnage devait être un boxeur irlandais poids lourds nommé Phil Ryan mais après avoir vu Tony Danza sur le ring et lui avoir fait passer une audition, le scénariste décide de réécrire le rôle. Ainsi le personnage se transforme en Tony Banta, un boxeur poids moyen italien. La série devient très rapidement un succès, de sorte que Tony Danza incarnera donc Tony Banta pendant cinq saisons aux côtés de Judd Hirsch, Danny DeVito, Christopher Lloyd, Marilu Henner, Andy Kaufman et Jeff Conaway, jusqu'à l'arrêt de la série en 1983.
En 1983, après l'arrêt de Taxi, il fait une apparition dans la série populaire La croisière s'amuse. Il tourne également dans deux téléfilms qui seront diffusés en 1984.
En 1984, Tony Danza est choisi pour incarner l'homme à tout faire et père veuf Tony Micelli, qui débarque dans le foyer de la femme moderne Angela Bower, dans la sitcom Madame est servie. Le programme est un succès critique et commercial et connaît huit saisons sur la chaîne ABC, jusqu'en 1992, faisant de l'acteur une star, son personnage chaleureux et charismatique qui tend à se confondre avec son image médiatique. Dans ses futurs projets, il jouera ainsi souvent un Tony. Après l'arrêt de la série Tony garde des liens très forts avec ses partenaires dans la série, Judith Light et Katherine Helmond, ainsi qu'Alyssa Milano et Danny Pintauro qu'il considère comme ses enfants.
Le 21 novembre 1988, il obtient son étoile sur le Hollywood Walk of Fame. Elle se situe au 7000 Hollywood Boulevard.
Il se lance avant dans un registre dramatique avec plusieurs programmes – The Whereabouts of Jenny ou La Loi de la Mafia, tous deux diffusés en 1991 – mais c'est dans la veine comique qu'il tente de revenir sur le long terme : entre 1995 et 1996, il joue Tony Canetti dans la romance Hudson Street face à Lori Loughlin sur la chaîne de télévision Fox 16. Le programme ne dépasse pas une unique saison de 22 épisodes. L'acteur se voit aussitôt donner une seconde chance avec une autre sitcom, où il jouera Tony Dimeo, un autre personnage de père de famille courage. Il est également le producteur du programme intitulé The Tony Danza Show. La série est cependant un flop fracassant en termes d'audiences, conduisant la chaîne à arrêter la diffusion de la série au cinquième épisode, en laissant sept inédits dans les cartons.

### Diversification

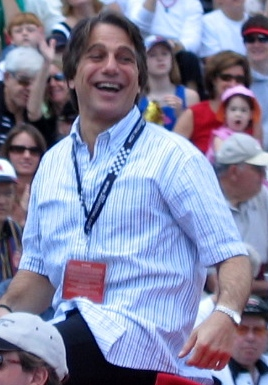
L'acteur à Indianapolis, en mai 2005.

Il tente d'abord de se lancer dans des séries plus adultes : en 1997, il joue le juré numéro 7 dans le téléfilm Douze hommes en colère et surtout prête ses traits à Tommy Silva dans la très suivie série judiciaire The Practice, qui lui vaut une nomination aux Emmy Awards dans la catégorie guest-star.
En 2002, il rejoint la série judiciaire Associées pour la loi, qui entre alors dans sa seconde saison. Le programme s'arrête cependant deux ans plus tard et 44 épisodes. Par la suite, l'acteur est alors moins visible sur le petit écran : à l'exception d'un téléfilm de Noël en 2003, il disparaît du petit écran. Il se contente de quelques petites apparitions au cinéma, dont l'oscarisé film choral Collision, en 2004. Le réalisateur, Paul Haggis, était le co-créateur de Associées pour la loi.
C'est l'année de la sortie de ce film qu'il opère un retour inattendu à la télévision, en présentateur de son propre talk show, aussi appelé The Tony Danza Show, enregistré à New York, et diffusé sur la chaîne de télévision Fox 16. Le programme connaît 300 épisodes entre 2004 et 2006.
Il persévère hors de la fiction et anime le reality show The Contender durant neuf épisodes, entre 2005 et 2009. Puis en 2010 il est le héros du reality-show Teaching Tony Danza où il évolue en tant qu'instructeur coriace mais tendre durant 7 épisodes.
En 2013, la star de cinéma Joseph Gordon-Levitt lui confie un rôle dans son premier film en tant que réalisateur, Don Jon. Dans cette comédie dramatique, il incarne un père de famille vieillissant macho et aigri.
En 2018, il revient sur le petit écran avec la série netflix, The Good Cop aux côtés de Josh Groban dans laquelle il interprète le rôle de Tony Caruso Sr. La série est arrêtée au bout d'une saison de 10 épisodes.
Le 5 août 2020, Tony Danza et Alyssa Milano ont annoncé que la série “Madame est servie”, en anglais “Who’s the boss”, va avoir droit à une suite 30 ans après sa fin. Sony Pictures Television développe actuellement le projet comme une véritable suite et sera centrée sur la nouvelle vie de Samantha en tant que mère célibataire et sur sa relation avec son père à la retraite. Ils seront également producteurs exécutifs, aux côtés de Norman Lear, Brent Miller (en) et Dan Farah. Elle se déroulera dans la même maison que la série originale, créée par Martin Cohan et Blake Hunter et diffusée de 1984 à 1992 sur ABC. Les comédiens Judith Light et Danny Pintauro seront eux aussi de la partie. L'actrice Katherine Helmond, cinquième membre phare du casting qui incarnait la pétillante grand-mère, est morte en février 2019.

### Vie privée
Tony Danza a eu une brève relation avec sa partenaire dans Taxi, Marilu Henner, durant la première saison de la série. Ils sont restés très proches après leur séparation, ils sont aujourd'hui amis.
Il rencontra à l’université Rhonda Yeoman et l'épousa en 1970. Ensemble ils ont eu un fils, Marc Anthony Ladanza, né le 29 janvier 1971. Tony Danza n'avait alors que 19 ans quand son fils est né. Marc apparaîtra dans les épisodes 15 et 16 de la saison 2 de Taxi aux côtés de son père dans le rôle du jeune Brian. Tony et Rhonda se séparent en 1974. Presque une décennie plus tard, le couple se redonnera une seconde chance et renouvellera ses vœux en 1983 mais se séparera définitivement en 1985.
Il s'est marié le 28 juin 1986 avec Tracy Robinson. Ensemble ils ont eu deux filles, Katherine Anne Ladanza née en 1987, (Tony décide de nommer sa fille ainsi en l'honneur de sa partenaire et amie Katherine Helmond dans la série Madame est servie). Emily Lyn Ladanza née en 1993. En 2006, le couple annonce sa séparation avant de lancer en 2011 une procédure de divorce qui est officiellement prononcé le 6 février 2013.
Tony Danza a deux petits-fils, enfants de son fils Marc, Nicholas David Ladanza, né le 27 août 2005 et Lucas Ladanza né en 2011.
En 1993 quelques mois après le décès de sa mère, Tony Danza frôla la mort après un grave accident de ski dans la Deer Valley de l'Utah. Il est tombé avant de heurter un arbre. Il s'est retrouvé avec les poumons perforés, des côtes brisées et de multiples vertèbres cassées.
Au cours de sa première année à l’université, il s'est fait tatouer le personnage de Robert Crumb "Keep on Truckin" sur le haut du bras droit. Aujourd'hui il n'a plus ce tatouage. Il a également des gants de boxe tatoués sur son épaule droite avec la phrase "Keep Punching" ainsi que le prénom de son ex-femme Tracy tatoué sur son épaule gauche.
Tony Danza est fan de Frank Sinatra.
Il sait chanter et danser, jouer du piano ainsi que du ukulele, et également faire des claquettes.

## Filmographie

### Acteur

#### Cinéma
- 1988: Un jour, un mur
- 1980 : The Hollywood Knights de Floyd Mutrux : Duke
- 1981 : Going Ape! de Jeremy Joe Kronsberg (en) : Foster
- 1984 : Cannon Ball 2 (Cannonball Run II) de Hal Needham : Terry
- 1989 : Touche pas à ma fille (She's Out of Control) de Stan Dragoti : Doug Simpson
- 1994 : Une équipe aux anges (Angels in The Outfield) de William Dear : Mel Clark
- 1996 : Illtown : D'Avalon
- 1997 : A Brooklyn State of Mind (en) de Frank Rainone : Louie Crisci
- 1997 : Voici Wally Sparks (en) (Meet Wally Sparks) de Peter Baldwin : New York Cab Driver
- 1997 : The Girl Gets Moe de James Bruce : Moe
- 1998 : The Garbage Picking Field Goal Kicking Philadelphia Phenomenon (en) de Tim Kelleher : Barney Gorman
- 1998 : La Nouvelle Arche (en) (Noah) de Ken Kwapis : Norman Waters
- 2001 : Glam : Sid Dalgren
- 2004 : Collision (Crash) de Paul Haggis : Fred
- 2004 : The Whisper de Marko Sanginetto : Simon
- 2005 : Firedog : Rocky (voix)
- 2009 : The Nail : The Story of Joey Nardone (en) de James Quattrochi : Chickie
- 2013 : Aftermath : King
- 2013 : Don Jon de Joseph Gordon-Levitt : Jon Senior
- 2022: Darby et les fantômes: Gary

#### Télévision
- 1978 : Fast Lane Blues (téléfilm) : Tony
- 1978-1983 : Taxi (série télévisée) : Tony Banta
- 1980 : Murder Can hurt You (téléfilm) : Pony Lambretta
- 1983 : La croisière s'amuse (The Love Boat) (série télévisée)
- 1984 : Don't Ask me, Ask God (téléfilm) : un soldat italien
- 1984 : Single Bars, Single Women (téléfilm) : Dennis
- 1984-1992 : Madame est servie (Who's the Boss?) (série télévisée) : Tony Micelli
- 1986 : Doing Life (téléfilm) : Jerry Rosenberg
- 1988 : Freedom Fighter (téléfilm) : Victor Ross
- 1991 : The Whereabouts of Jenny (téléfilm) : Rowdy Patron
- 1991 : La Loi de la Mafia (Dead and Alive: The Race for Gus Farace ) (téléfilm) de Peter Markle : Gus Farace
- 1991 : Ici bébé (Baby Talk) (série télévisée) : Mickey Campbell
- 1995 : La Mort dans l'âme (Deadly Whispers) (téléfilm) : Tom Acton
- 1995-1996 : Hudson Street (série TV) : Tony Canetti
- 1997-1998 : The Tony Danza Show (série TV) : Tony DiMeo
- 1997 : Douze hommes en colère (téléfilm) : juré numéro 7
- 1998 : The Practice (série TV) : Tommy Silva
- 2000-2002 : Associées pour la loi (série TV) : Joe Celano
- 2003 : Petit Papa Voleur (Stealing Christmas) (téléfilm) : Jack Clayton
- 2010 : Teaching Tony Danza  (téléréalité) : Tony Danza.
- 2018 : The Good Cop : Tony Caruso Sr
- 2021 : Blue Bloods : Lieutenant Raymond Moretti
- 2022 : Power Book III: Raising Kanan : Stefano Marchetti
- 2022 : And just like that : saison 2 épisode 2 : Lui même

### Producteur
- 1998 : Mamamia
- 1991 : The Whereabouts of Jenny (téléfilm)
- 1993 : George (en) (série TV)
- 1995 : Jerky Boys, le film (The Jerky Boys: The Movie) de James Melkonian (en)
- 1995 : Hudson Street (série TV)
- 1996 : Les Naufragés des Bermudes (Bermuda Triangle) (téléfilm)
- 1996 : Sudden Terror: The Hijacking of School Bus#17 (téléfilm)
- 1997 : Beauté criminelle (Crowned and Dangerous) (téléfilm)
- 1997 : The Tony Danza Show (série TV)
- 2000 : Out of Time (téléfilm)

### Réalisateur
- 1984 : Madame est servie (Who's the Boss?) (série télévisée)

## Voix françaises
En France, Maurice Sarfati, était la voix régulière de Tony Danza, le doublant tour à tour dans Madame est servie, La Mort dans l'âme, Douze Hommes en colère, The Practice : Donnell et Associés, Associées pour la loi ou encore Petit papa voleur.
Il est doublé à deux reprises par François Leccia dans Cannonball 2 et le téléfilm La Nouvelle Arche, Michel Mella dans Touche pas à ma fille et Steve, bête de combat et plus récemment, à trois reprises, par Serge Biavan dans Don Jon,, Darby and the Dead (en) et And Just Like That....
À titre exceptionnel, il est doublé par Patrick Préjean dans Ici bébé, Gérard Sergue dans The Good Cop,, Gilbert Lévy dans Outmatched (en) et Yann Guillemot dans Blue Bloods.

## Distinctions

### Récompenses
- 1998 : New York International Independent Film & Video Festival du meilleur film basé sur une histoire vraie pour Mamamia (1998) partagé avec John 'Cha Cha' Ciarcia.
- TV Land Awards, 1984 : Lauréat du Trophée Medallion dans une mini-série ou un téléfilm pour Taxi (1978-1983) partagé avec Danny DeVito, Jeff Conaway, Judd Hirsch, Carol Kane, James L. Brooks et Randall Carver.

### Nominations
- 37e cérémonie des Golden Globes 1980 : Meilleur acteur dans un second rôle dans une série, une mini-série ou un téléfilm pour Taxi (1978-1983).
- 43e cérémonie des Golden Globes 1986 : Meilleur acteur dans une série musicale ou comique pour Madame est servie (Who's the Boss?) (1984-1992).
- 44e cérémonie des Golden Globes 1987 : Meilleur acteur dans une série musicale ou comique pour Madame est servie (Who's the Boss?) (1984-1992).
- 46e cérémonie des Golden Globes 1989 : Meilleur acteur dans une série musicale ou comique pour Madame est servie (Who's the Boss?) (1984-1992).